# Boszorkányvadászok
A Boszorkányvadászok (eredeti cím: Hansel & Gretel: Witch Hunters) 2013-ban bemutatott amerikai–német akcióhorror, melyet Tommy Wirkola írt és rendezett. 
A történet középpontjában a mesebeli Jancsi és Juliska áll, akik felnőttként mások megbízásából boszorkányokra vadásznak. A főszereplő testvérpárt Jeremy Renner és Gemma Arterton alakítja, Famke Janssen, Peter Stormare, Thomas Mann, Pihla Viitala és Derek Mears mellékszereplőként tűnik fel.
Az Amerikai Egyesült Államokban 2013. január 25-én mutatták be a mozikban. A kritikusok bírálták a filmet, ennek ellenére az bevételi szempontból jól teljesített. 50 millió dolláros költségvetése mellett világszerte több mint 226 millió dollárt termelt.

## Szereplők
| Színész             | Szerep         | Magyar hang    |
| ------------------- | -------------- | -------------- |
| Jeremy Renner       | János (Hansel) | Stohl András   |
| Gemma Arterton      | Júlia (Gretel) | Peller Anna    |
| Famke Janssen       | Muriel         | Fehér Anna     |
| Pihla Viitala       | Mina           | Gáspár Kata    |
| Derek Mears         | Edward         | nem szólal meg |
| Robin Atkin Downes  | Edward hangja  | Varga Gábor    |
| Ingrid Bolsø Berdal | Szarvas boszi  | Vadász Bea     |
| Joanna Kulig        | Vörös boszi    | Balsai Móni    |
| Thomas Mann         | Ben            | Berkes Bence   |

## Fordítás
- Ez a szócikk részben vagy egészben  a   Hansel & Gretel: Witch Hunters című angol Wikipédia-szócikk fordításán alapul.  Az eredeti cikk szerkesztőit annak laptörténete sorolja fel. Ez a jelzés csupán a megfogalmazás eredetét és a szerzői jogokat jelzi, nem szolgál a cikkben szereplő információk forrásmegjelöléseként.